# Markus Rogan
Markus Antonius Rogan (Vienna, 4 maggio 1982) è un ex nuotatore austriaco.
Nato a Vienna, Rogan ha nuotato per la Stanford University tra il 2000 e il 2004.
La prima medaglia importante in campo internazionale è il secondo posto nei 200 m dorso ai mondiali di Fukuoka, in Giappone, nel 2001.
Nel 2004, alle olimpiadi di Atene 2004 vinse due medaglie d'argento, sia nei 100 m che nei 200 m dorso, in entrambe le occasioni arrivando dietro allo statunitense Aaron Peirsol.
L'8 dicembre 2005, in occasione dei campionati europei in vasca corta di Trieste, ha stabilito il nuovo record mondiale dei 200 m dorso in vasca corta con 1'50"43, primato poi battuto dal nuotatore americano Ryan Lochte ai Mondiali in vasca corta di Shanghai 2006 con 1'49"05.

## Palmarès
- Olimpiadi

Atene 2004: argento nei 100m dorso e nei 200m dorso
- Mondiali

Fukuoka 2001: argento nei 200m dorso
Montreal 2005: argento nei 200m dorso
Melbourne 2007: bronzo nei 200m dorso.
- Mondiali in vasca corta

Shanghai 2006: argento nei 100m dorso, nei 200m dorso e nei 200m misti.
Manchester 2008: oro nei 200m dorso.
Dubai 2010: argento nei 200m misti e bronzo nei 200m dorso.
- Europei

Berlino 2002: argento nei 100m dorso e nei 200m dorso e bronzo nei 200m misti.
Madrid 2004: oro nei 200m dorso e nei 200m misti e argento nei 100m dorso
Budapest 2006: argento nei 100m dorso.
Eindhoven 2008: oro nei 100m dorso e nei 200m dorso e bronzo nella 4x200m sl.
Budapest 2010: argento nei 200m misti e nei 200m dorso.
Debrecen 2012: bronzo nei 200m misti.
- Europei in vasca corta

Dublino 2003: bronzo nei 200m dorso
Vienna 2004: oro nei 200m dorso e nei 200m misti, argento nei 100m dorso e nei 100m misti
Trieste 2005: oro nei 200m dorso
Debrecen 2007: oro nei 200m dorso e argento nei 100m dorso.
Istanbul 2009: oro nei 200m misti.
Stettino 2011: argento nei 200m misti.
- Universiadi

Smirne 2005: bronzo nei 200m sl.
Bangkok 2007: oro nei 200m dorso e argento nei 100m dorso.